# Pleocoma behrensi
Pleocoma behrensi is een keversoort uit de familie Pleocomidae. De wetenschappelijke naam van de soort is voor het eerst geldig gepubliceerd in 1847 door LeConte.